# Christian Murchison
Christian Murchison (Singapore, 1 november 1980) is een Singaporees autocoureur. 
In 2003 finishte Murchison als 10e in de Eurocup Formule Renault V6. In 2000 en 2001 werd hij tweede in de Australische Formule Holden. In 1999 werd hij 5e in de Australische Formule Ford en hij won de West-Australische Formule Ford een jaar eerder. Hij was de "Rookie of the Year" in de Formule Holden in 2000 en in de Formule Ford in 1998. Hij kartte zes jaar, van 1992 tot 1998, waarin hij vijf West-Australische titels won. 
In 2006 werd Murchison geselecteerd om in de A1GP te rijden voor het nieuwe A1 Team Singapore. Hij betaalde het management van het team terug met een puntenpositie (8e plaats) op het Beijing International Streetcircuit.
Murchison nam ook deel aan endurance-evenementen in de V8 Supercars. In 2000 reed hij voor het Castrol Perkins Engineering Holden Commodores team. Hij nam ook deel in 2007, waar hij voor Brad Jones' BOC Ford Falcon ging rijden. Hij heeft 4 starts in de V8 Supercars achter zijn naam staan.
Murchison werd geboren in Singapore in 1980, maar verhuisde in 1991 met zijn familie naar Perth, waar hij zijn racecarrière begon. Gedwongen door de wet is hij al enkele jaren niet meer in Singapore geweest, omdat hij gearresteerd kan worden als hij dat wel doet.

## A1GP resultaten
| Jaar    | Inschrijving      | 1          | 2          | 3       | 4       | 5          | 6         | 7          | 8          | 9       | 10      | 11         | 12         | 13         | 14         | 15         | 16         | 17      | 18      | 19      | 20      | 21      | 22      | Rang | Punten |
| ------- | ----------------- | ---------- | ---------- | ------- | ------- | ---------- | --------- | ---------- | ---------- | ------- | ------- | ---------- | ---------- | ---------- | ---------- | ---------- | ---------- | ------- | ------- | ------- | ------- | ------- | ------- | ---- | ------ |
| 2006-07 | A1 Team Singapore | NED SPR NF | NED FEA 16 | CZE SPR | CZE FEA | BEI SPR 16 | BEI FEA 8 | MAL SPR 15 | MAL FEA 11 | IND SPR | IND FEA | NZL SPR NF | NZL FEA 15 | AUS SPR 12 | AUS FEA NF | RSA SPR NF | RSA FEA NF | MEX SPR | MEX FEA | SHA SPR | SHA FEA | GBR SPR | GBR FEA | 20   | 3      |